# Dragutin Mervar
Dragutin Mervar je bio hrvatski rukometaš. 
S reprezentacijom Jugoslavije je osvojio brončanu medalju na Svjetskom prvenstvu 1970.